# Dictyonella dictyospora
Dictyonella dictyospora är en svampart som först beskrevs av Petr. & Cif., och fick sitt nu gällande namn av Arx 1963. Dictyonella dictyospora ingår i släktet Dictyonella och familjen Saccardiaceae.   Inga underarter finns listade i Catalogue of Life.